# I've Been Waiting for You (chanson d'ABBA)
Pour les articles homonymes, voir I've Been Waiting for You.
Singles de ABBA
So Long
(1974) I Do, I Do, I Do, I Do, I Do
(1975)
I've Been Waiting for You est une chanson du groupe pop suédois ABBA, parue sur le troisième album du groupe intitulé ABBA. D'abord parue en face B de So Long en 1974, I've Been Waiting for You est sortie en janvier 1975 en Australie et en 1977 en Nouvelle-Zélande comme deuxième single de l'album. La chanson est écrite et composée par Björn Ulvaeus, Benny Andersson et Stig Anderson,.
Fältskog assure le chant de la chanson, avec les guitares de Janne Schaffer. La version cassette de l'album contient une version plus longue de la chanson qui répète le troisième couplet et le refrain.

## Liste des titres
| A. | I've Been Waiting for You | 3:38 |
| B. | King Kong Song            | 3:14 |

## Crédits
- Agnetha Fältskog – chant
- Anni-Frid Lyngstad – chœurs
- Björn Ulvaeus – guitare rythmique
- Benny Andersson – claviers

## Classements
| Classement (1975–77)                    | Meilleure position |
| --------------------------------------- | ------------------ |
| Australie (Kent Music Report)           | 49                 |
| Belgique (Wallonie Ultratop 50 Singles) | 42                 |
| Nouvelle-Zélande (RMNZ)                 | 8                  |

| Classement (2018) | Meilleure position |
| ----------------- | ------------------ |
| Écosse (OCC)      | 51                 |